# Бергуль (Куйбишевський район)
Бергуль (рос. Бергуль) — присілок у Куйбишевському районі Новосибірської області Російської Федерації.
Входить до складу муніципального утворення Гжатська сільрада. Населення становить 112 осіб (2010).

## Історія
Згідно із законом від 2 червня 2004 року органом місцевого самоврядування є Гжатська сільрада.

## Населення
| 1926 | 2002 | 2007 | 2010 |
| ---- | ---- | ---- | ---- |
| 1048 | ↘132 | ↗141 | ↘112 |